# Hackelia davisii
Hackelia davisii är en strävbladig växtart som beskrevs av Arthur John Cronquist. Hackelia davisii ingår i släktet Hackelia och familjen strävbladiga växter. Inga underarter finns listade i Catalogue of Life.